# Horti Sallustiani

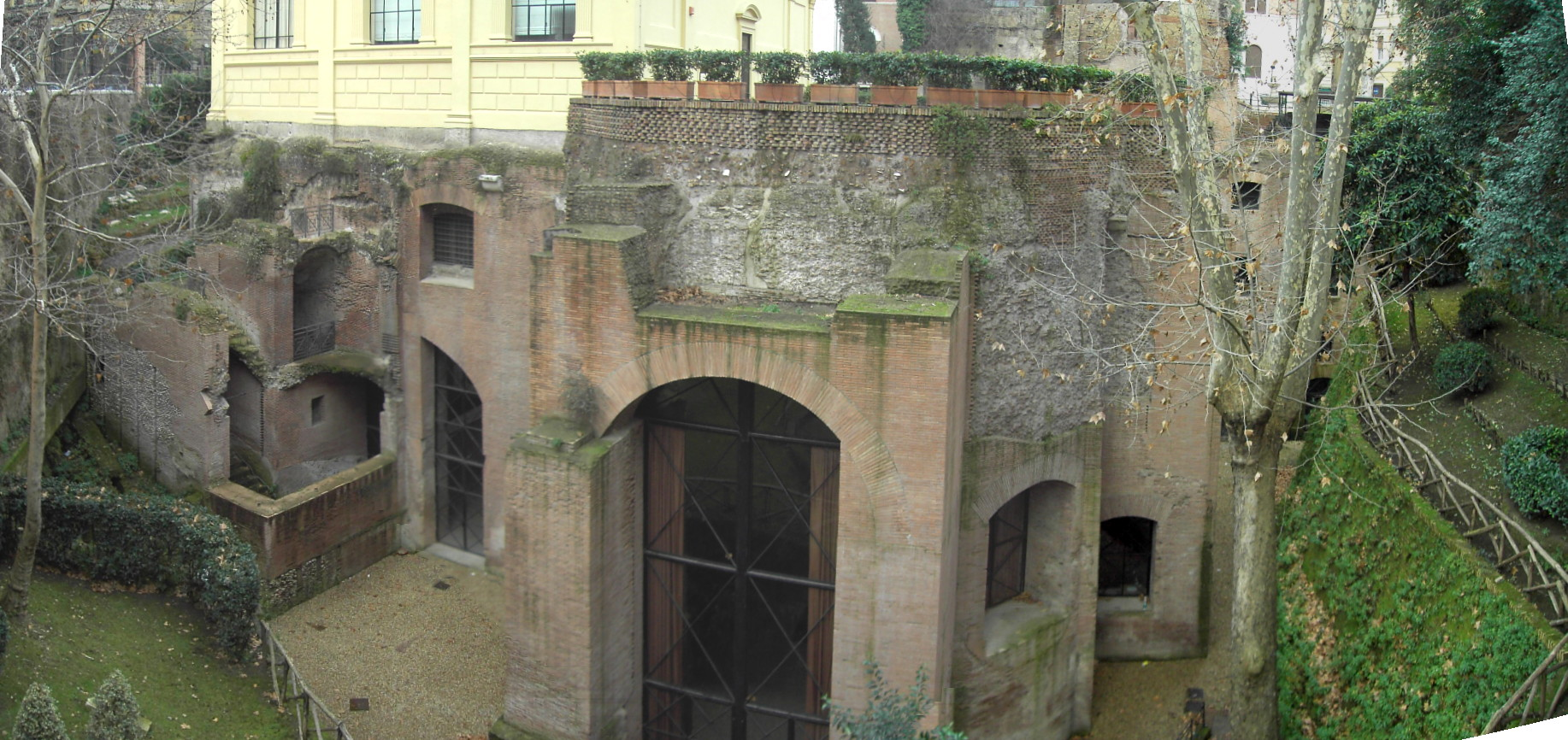
Bewaard gebleven gebouw van de Horti Sallustiani

De Horti Sallustiani (Nederlands:Tuinen van Salustius) was een park in het oude Rome.

## Geschiedenis
De tuinen werden in de 1e eeuw v.Chr. aangelegd door de Romeinse geschiedschrijver Sallustius, die daarbij gebruik maakte van de Horti Caesaris, die hij na de dood van Julius Caesar had verkregen. Sallustius was rijk geworden tijdens zijn termijn als proconsul van de provincia Africa. In de tuinen liet hij een grote villa bouwen, waar hij zijn belangrijkste boeken schreef. De tuinen kwamen later in bezit van Sallustius' achterneef en werden in 20 n.Chr. keizerlijk eigendom, toen Tiberius ze kocht. De tuinen bleven tot het begin van de 5e eeuw altijd in het bezit van de keizer. Nerva overleed in 98 in een villa in de Horti Sallustiani. De tuinen werden in deze eeuwen verder verfraaid met onder anderen paviljoens, een tempel voor Venus en een obelisk.
In 410 vielen de Goten onder Alarik I Rome binnen. Zij kwamen door de poorten van de Horti Sallustiani de stad binnen en richten daarbij grote schade aan het complex aan. Desondanks bleef het park als zodanig tot de 6e eeuw in gebruik. Daarna vervielen de gebouwen en werden de tuinen niet meer bijgehouden.
Aan het begin van de 17e eeuw kocht kardinaal Ludovico Ludovisi het terrein van de Horti Sallustiani en liet er een nieuw park aanleggen, waarin hij de Villa Ludovisi liet bouwen. Bij deze werkzaamheden werden een groot aantal antieke beelden opgegraven. De Villa Ludovisi werd rond 1894 afgebroken en het bijbehorende park werd in kleine delen verkocht. In deze tijd was Rome weer de hoofdstad van het verenigde Italië geworden, wat een explosieve bevolkingsgroei ten gevolg had. Op het terrein van de villa werd een nieuwe woonwijk gebouwd.

## De tuinen
De tuinen lagen in het noordwesten van Rome, tussen de Pincio en de Quirinaal. Het park lag aan de Via Salaria, in de buurt van de 3e-eeuwse Porta Salaria. In de tuinen stonden meerdere gebouwen, waaronder de villa waar Sallustius zelf had gewoond. Tijdens de middeleeuwen is het terrein van de tuinen onherkenbaar veranderd, doordat het grondniveau van de vallei tussen de Pincio en Quirinaal met enkele meters is gestegen.

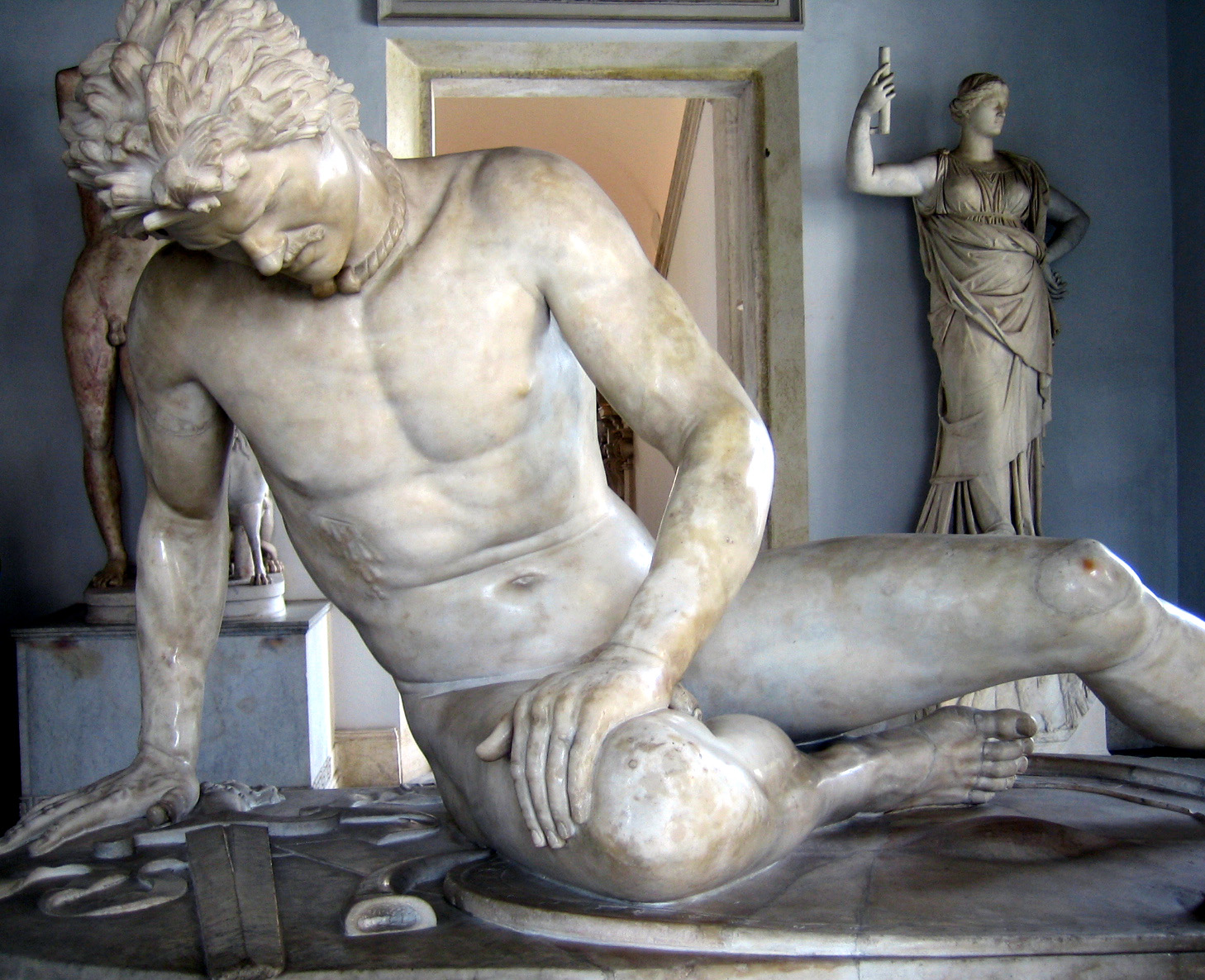
De Stervende Galliër

## Restanten
Een van de paviljoens van de tuinen is bewaard gebleven. Het bestaat onder andere uit een ronde overkoepelde hal. Boven op dit paviljoen werd in de 18e eeuw een nieuw gebouw dat bij de Villa Ludovisi hoorde gebouwd. Verder zijn er restanten van een cryptoporticus en een watertank opgegraven. De Obelisk van Sallustius is ook bewaard gebleven en staat tegenwoordig voor de kerk Trinità dei Monti, bovenaan de Spaanse Trappen. De vele opgegraven kunstvoorwerpen worden tentoongesteld in de musea van Rome, hiertoe behoort ook de befaamde Stervende Galliër in de Musei Capitolini.

## Bron
- Dit artikel of een eerdere versie ervan is een (gedeeltelijke) vertaling van het artikel Gardens of Sallust op de Engelstalige Wikipedia, dat onder de licentie Creative Commons Naamsvermelding/Gelijk delen valt. Zie de bewerkingsgeschiedenis aldaar.